# Медведевцы (Закарпатская область)
Медведевцы (укр. Медведівці) — село в Великолучковской сельской общине Мукачевского района Закарпатской области Украины.
Население по переписи 2001 года составляло 470 человек. Почтовый индекс — 89633. Телефонный код — 3131. Занимает площадь 1,079 км². Код КОАТУУ — 2122783403.
Главной достопримечательностью села была деревянная православная церковь святого Михаила (конец XVII века), перевезённая сюда в 1793 году из Великих Лучек. В 1929 г. храм был перемещён в пражский парк Кинского.

## Известные уроженцы, жители
25 октября 1946 года в селе Медведевцы родился Михаил Юрьевич Русин, конструктор головных частей летательных аппаратов, доктор технических наук, профессор МГТУ имени Н. Э. Баумана.